# Lahaina (Hawaï)
Lahaina (Hawaïaans: Lāhainā (wrede zon)) is een plaats (census-designated place) aan de westkust van het eiland Maui in de Amerikaanse staat Hawaï, en valt bestuurlijk gezien onder Maui County. Van 1820 tot 1845 was Lahaina de hoofdstad van het Koninkrijk Hawaï.
Op 9 augustus 2023 werd een groot deel van het historische district van Lahaina verwoest door catastrofale bosbranden, waarbij 97 doden vielen. De branden waren een gevolg van een flitsdroogte.

## Demografie
Bij de volkstelling in 2000 werd het aantal inwoners vastgesteld op 9118. In 2020 was dit gegroeid naar 12.702 inwoners.

## Geografie
Volgens het United States Census Bureau beslaat de plaats een oppervlakte van
24,1 km², waarvan 20,2 km² land en 3,9 km² water.

## Plaatsen in de nabije omgeving
De onderstaande figuur toont nabijgelegen plaatsen in een straal van 20 km rond Lahaina.

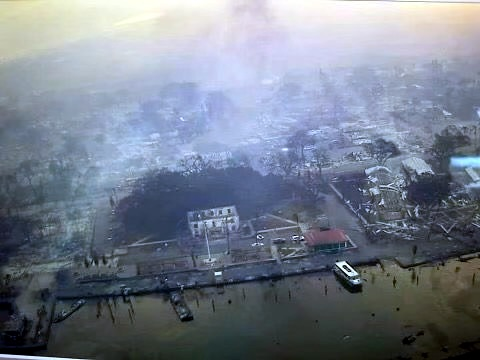
Lahaina op 9 augustus 2023